# Прапор Старого Криму
Прапор Старого Криму затверджений 28 березня 2008 року на 29 сесії V скликання рішенням Старокримської міської ради.
Автори — О. Маскевич, С. Коновалов.

## Опис прапора
Прямокутне полотнище зі співвідношенням ширини до довжини 2:3, що складається з трьох горизонтальних смуг — верхньої червоної, білої та нижньої зеленої (співвідношення їх ширин рівне 1:3:1). На середній білій смузі — щит з гербом міста.